# Роберт Флорі
Роберт Флорі (англ. Robert Florey, 14 вересня 1900, Париж  — 16 травня 1979, Санта-Моніка) — французько-американський режисер, сценарист, кіножурналіст і актор.
Флорі зняв понад 50 фільмів, найвідомішим із яких, ймовірно, є перший повнометражний фільм братів Маркс — Кокосові горішки (The Cocoanuts, 1929). Його спроба у жанрі горору в стилі Universal — Вбивства на вулиці Морг (Murders in the Rue Morgue, 1932) — вважається шанувальниками жахів яскравим прикладом впливу німецького експресіонізму. У 2006 році, коли його фільм Daughter of Shanghai (1937) був обраний до Національного реєстру фільмів США Бібліотекою Конгресу, його назвали «широко визнаним найкращим режисером, який працював у сегменті В-фільмів великих студій».

## Біографія

### Ранні роки
Роберт Густав Фукс народився в Парижі та виріс поблизу студії Жоржа Мельєса. У 1920 році почав працювати асистентом і масовкою у короткометражках Луї Фейяда.
У 1921 році Флорі вирушив до Голлівуду як журналіст журналу Cinemagazine. Працював директором із міжнародного PR для Дугласа Фербенкса та Мері Пікфорд, а також був європейським агентом з просування для Рудольфа Валентино. Він працював асистентом режисера над фільмом Parisian Nights (1925), а також в MGM на стрічках The Masked Bride (1925), Витончений грішник (Exquisite Sinner, 1926), Барделіс Прекрасний (Bardelys the Magnificent, 1926), La Bohème (1926) і Чарівне полум'я (The Magic Flame, 1927). Також знімав кіножурнали в Нью-Йорку.
Першим режисерським проєктом Флорі став One Hour of Love (1927) для Tiffany Productions. Він також зняв The Romantic Age (1927) для Columbia і Face Value (1927) для Stirling Pictures. Був асистентом у фільмі Суперечлива жінка (The Woman Disputed, 1928). У 1927 році він виступив режисером і співавтором 27-хвилинного експериментального фільму Johann the Coffinmaker, який, за свідченнями, був знятий лише за 200 доларів у вільний від основної роботи час. Зйомки відбувалися вночі, тоді як вдень команда працювала над іншими проектами. Ця авангардна стрічка була створена всього на трьох декораціях і вирізнялася численними трюковими ефектами.
У другій половині 1920-х років Флорі створив два експериментальні короткометражні фільми: The Life and Death of 9413: a Hollywood Extra (1928), знятий разом зі Славко Воркапичем, і Skyscraper Symphony (1929). Також режисував The Love of Zero (1928), Hello New York! (1928) з Морісом Шевальє, а також Pusher-in-the-Face (1929) за сценарієм і сюжетом Ф. Скотта Фіцджеральда, вперше опублікованим у журналі Woman's Home Companion.

### Робота з Paramount
Як режисер, Роберт Флорі здобув репутацію митця, який поєднував авангардний експресіоністський стиль — особливо помітний у його ранній творчості — з ефективною та швидкою роботою в межах студійної системи, часто рятуючи проблемні проєкти. Одним із таких був фільм Hotel Imperial (1939), який він завершив після труднощів із попереднім виробництвом.
Працюючи на студії Paramount, Флорі зняв:
- The Hole in the Wall (1929) — з Клодет Кольбер і Едвардом Г. Робінсоном у головних ролях,
- Кокосові горішки (The Cocoanuts, 1929) — перший фільм братів Маркс[10],
- короткометражку Night Club (1929) з Фанні Брайс,
- The Battle of Paris (1929) з Гертрудою Лоуренс[11].

У 1930 році він поїхав до Англії, де зняв французький мюзикл The Road Is Fine, а також до Німеччини, де працював над My Wife's Teacher — іспанською мовною версією фільму Rendezvous. Перебуваючи в Німеччині, також зрежисував стрічку Love Songs (1930). У 1931 році спільно з Марком Аллегре зняв фільм Black and White з актором Ремю.

### Вбивства на вулиці МоргтаФранкенштейн
Флорі зробив важливий, хоча й неофіційний внесок у сценарій до фільму Франкенштейн (1931). Спочатку саме йому доручили режисуру цієї стрічки, і він навіть зняв проби з Белою Лугоші у ролі монстра. Проте студія Universal віддала проєкт Джеймсу Вейлу, який обрав на головну роль Бориса Карлоффа.
Натомість Флорі та Лугоші отримали інший проєкт — Вбивства на вулиці Морг (1932). Завдяки роботі оператора Карла Фройнда і складним декораціям, що відтворювали Париж XIX століття, Флорі зумів створити американську інтерпретацію німецького експресіонізму, подібну до фільму Кабінет доктора Калігарі (1920).
Також у 1932 році він зняв The Man Called Back з Конрадом Найджелем для Tiffany Pictures та Those We Love з Мері Астор. У 1933 році написав сценарій до адаптації твору A Study in Scarlet.

### Warner Bros.
Роберт Флорі продовжив свою кар'єру на студії Warner Brothers, де зняв низку B-фільмів, що відзначалися динамікою, характерною акторською грою та стислим виробничим циклом.
Серед його стрічок того періоду:
- Girl Missing (1933) з Ґлендою Фаррелл і Беном Лайоном,
- Ex-Lady (1933) з Бетті Девіс,
- The House on 56th Street (1933) з Кей Френсіс,
- Bedside (1934) з Ворреном Вільямом,
- Registered Nurse (1934) з Бібі Данієлс,
- Smarty (1934) з Джоан Блонделл і Ворреном Вільямом,
- I Sell Anything (1934) з Патом О'Браєном,
- I Am a Thief (1934) з Мері Астор,
- The Woman in Red (1935) з Барбарою Стенвік,
- The Florentine Dagger (1935) з Дональдом Вудсом[15].

Також Флорі неофіційно (без зазначення в титрах) прауював над фільмом Go into Your Dance (1935) з Елом Джолсоном і Рубі Кілер, а в I've Got Your Number (1934) був асистентом режисера.
У межах виробництва фільму Oil for the Lamps of China (1935) провів зйомки на локаціях у Китаї.
Крім того, він зняв Going Highbrow (1935) з Ґаєм Кіббі, Don't Bet on Blondes (1935) з Ворреном Вільямом і молодим Ерролом Флінном та The Payoff (1935) з Джеймсом Данном.

### Повернення в Paramount
Після періоду роботи на Warner Bros. Роберт Флорі повернувся на студію Paramount, де у 1935—1938 роках зняв низку жанрових стрічок, що вирізнялися швидким темпом, цинічною тональністю, похилими ракурсами (Dutch angles) та ефектним світлом.
Серед його фільмів цього періоду:
- Ship Cafe (1935) з Карлом Бріссоном,
- The Preview Murder Mystery (1936) з Реджинальдом Денні,
- Till We Meet Again (1936) з Гербертом Маршаллом,
- Hollywood Boulevard (1936) з Джоном Голлідеєм і молодим Робертом Каммінгсом,
- Вигнанець (Outcast, 1937) з Ворреном Вільямом,
- King of Gamblers (1937) з Клер Тревор і Ллойдом Ноланом,
- Mountain Music (1937) з Бобом Бернсом і Мартою Рей,
- This Way Please (1937) з Чарльзом «Бадді» Роджерсом і Бетті Ґрейбл,
- Daughter of Shanghai (1937) з Анною Мей Вонг,
- Dangerous to Know (1938) з Анною Мей Вонг,
- King of Alcatraz (1938) з Ґейл Патрік і Ллойдом Ноланом.

Також він виконав неофіційно (без зазначення в титрах) працював над фільмом Rose of the Rancho (1936).
У 1939—1940 роках Флорі зняв:
- Hotel Imperial (1939) з Ізою Мірандою і Реєм Мілландом,
- The Magnificent Fraud (1939) з Акімом Таміроффом і Ллойдом Ноланом,
- Death of a Champion (1939) з Лінн Оверменом,
- Parole Fixer (1940) — за книгою Дж. Едгара Гувера,
- Women Without Names (1940) з Еллен Дрю.

### Columbia
У 1941 році Роберт Флорі перейшов на студію Columbia Pictures, де зняв:
- The Face Behind the Mask (1941) з Пітером Лорре,
- Meet Boston Blackie (1941) з Честером Моррісом,
- Two in a Taxi (1941) з Анітою Луіз[18].

### Робота з Warner Bros.
Роберт Флорі повернувся до студії Warner Bros., де зняв шпигунський трилер Dangerously They Live (1941) з Джоном Гарфілдом, кримінальну драму Lady Gangster (1942) з Фей Емерсон, а також великий мюзикл The Desert Song (1943) з Деннісом Морганом.
На студії 20th Century Fox він працював асистентом режисера у фільмі Bomber's Moon (1943), а також зрежисував гангстерський фільм Roger Touhy, Gangster (1944) з Престоном Фостером. Для студії Republic зняв військову драму Man from Frisco (1944).
У квітні 1944 року Флорі зазнав опіків внаслідок загоряння його автомобіля. Після одужання він знову працював на Warner Bros., де зняв воєнну драму God Is My Co-Pilot (1945) з Деннісом Морганом та психологічний трилер Danger Signal (1945) з Фей Емерсон і Захарі Скоттом.
Також неофіційно (незазначені в титрах) працював над стрічкою San Antonio (1945) з Ерролом Флінном та повернувся до жанру жахів із фільмом The Beast with Five Fingers (1946), який став класикою хорору.
У 1947 році був помічник режисера у Чарлі Чапліна під час зйомок фільму Мосьє Верду.

### Фріланс-режисер
У період позастудійної роботи Флорі зняв:
- Tarzan and the Mermaids (1948) з Джонні Вайсмюллером у Мексиці для продюсера Сола Лессера,
- два фільми про Французький іноземний легіон: Rogues' Regiment (1948) з Діком Пауеллом і Outpost in Morocco (1949) з Джорджем Рафтом[22].

Також він режисував:
- The Crooked Way (1949) з Джоном Пейном,
- The Vicious Years (1950),
- Johnny One-Eye (1950) з Патом О'Браєном,
- Charlie's Haunt (1950) з Едгаром Бергеном.

У 1951 році неофіційно знімав у фільмі Еррола Флінна The Adventures of Captain Fabian.

### Робота на телебаченні (1951—1966)
У 1951 році Роберт Флорі став одним із перших кінорежисерів, які перейшли працювати на телебачення, і залишався в цій сфері понад десять років. За 16 років він зняв 195 епізодів різних серіалів, серед яких Шоу Лоретти Янг (1953—1954), Сутінкова зона (1959—1964), Альфред Хічкок представляє (1961—1962).

### Літературна творчість
Він також написав низку книг, серед яких Pola Negri (1927), Charlie Chaplin (1927), Hollywood d'hier et d'aujourd'hui (1948), La Lanterne magique (1966) та Hollywood année zéro (1972).

### Визнання
У 1950 році за внесок у кінематограф Флорі був удостоєний звання кавалера Ордена Почесного легіону. У 1954—1960 роках чотири рази номінувався на премію Гільдії режисерів Америки за телережисуру, здобувши нагороду один раз — у 1954 році.
Його трилер Daughter of Shanghai (1937) з Анною Мей Вонг у головній ролі був включений до Національного реєстру фільмів США у 2006 році.

### Особисте життя та смерть
Флорі був одружений двічі — перший шлюб тривав з 1928 до 1936 року. Вдруге він одружився з Вірджинією Флорі, яка прожила до 2000 року. Дітей подружжя не мало.
Роберт Флорі помер 16 травня 1979 року в Санта-Моніці, Каліфорнія, США. Похований разом із другою дружиною на цвинтарі Форест-Лон, у Лос-Анджелесі.